# Merlin (Albéniz)
Merlin (Merlijn) is een Engelse opera in 3 akten van de Spaanse componist Isaac Albéniz over de legendarische tovenaar Merlijn en de Ridders van de Ronde Tafel. Hij componeerde het rond 1900 als de eerste van een grootse trilogie, waarmee hij als Spaans componist de Engelse opera-wereld wilde "veroveren". Daarom is het bijna geheel Engelstalig. (Hij woonde toen in Londen.) Het libretto is van zijn rijke vriend Francis Money-Couts.
Na Merlin zouden Lancelot en Guinevere nog moeten volgen, maar daar kwam weinig van terecht, want Albéniz overleed al toen hij 48 was, en toen was zelfs Merlin nog niet echt klaar. Alleen de ouverture was een keer met orkest uitgevoerd, de rest bestond alleen uit pianomuziek. Daarna raakte het stuk verspreid in delen, en lang dacht men dat het er niet meer was. De Spaanse dirigent van de wereldpremière in 2003, José de Eusebio, zocht jarenlang, en vond uiteindelijk de meeste delen terug. Daarna moest het allemaal nog georkestreerd worden. José de Eusebio is daarmee de tweede componist. De première was in het Teatro Real te Madrid, en er deden Spaanse en Engelse acteurs mee.

## Hoofdpersonages
| Rol                          | stemtype            | Premièrecast, 28 mei 2003 (dirigent: José de Eusebio) |
| ---------------------------- | ------------------- | ----------------------------------------------------- |
| Merlin, de tovenaar          | bariton             | David Wilson-Johnson                                  |
| (koning) Arthur              | tenor               | Stuart Skelton                                        |
| heks Morgan Le Fay           | mezzosopraan        | Éva Marton                                            |
| haar zoon, Mordred           | bariton             | Àngel Òdena                                           |
| nimf Nivian                  | dramatische sopraan | Carol Vaness                                          |
| koning Lot                   | bas                 | Victor García Sierra                                  |
| ridder Sir Pellinore         | bas                 | Federico Gallar                                       |
| ridder Sir Ector             | bariton             | Juan Tomás Martínez                                   |
| ridder Sir Gawain            | tenor               | Ángel Rodríguez                                       |
| Kay, broer van Arthur        | tenor               | Eduardo Santamaría                                    |
| Aartsbisschop van Canterbury | bas                 | Stephen Morscheck                                     |

## Verhaal (samenvatting)

### Akte 1
Het verhaal volgt min of meer een van de talloze versies van de legende.
Aan het begin staat alleen Merlin op het toneel. De muziek komt langzaam op gang, en het duurt ruim drie minuten voordat Merlin op gang komt. Na ruim zes minuten  "ontvangt" hij het legendarische zwaard Excalibur op "magische" wijze. Daarna staat hij weer lang stil. Na ruim 10 minuten begint hij pas met zingen. Vervolgens loopt hij naar de beroemde steen en plaatst Excalibur er "muurvast" in.
Dan verschijnt er een nimf (Nivian). Zij vraagt aan Merlin vrijheid voor haar en haar zusters. Maar daar is het volgens Merlin veel te vroeg voor; hij heeft nog méér schatten nodig. De nimfen laten die schatten uitgraven door dwergen. Ze leiden de dwergen daarna af, zodat ze het goud kunnen stelen. Haar smeekbede wordt afgebroken als de ridders zich verzamelen.
Merlin legt de ridders uit dat, omdat de vorige koning overleden is, er een nieuwe koning gekozen moet worden, en de methode daarvoor. Er zijn geruchten dat een hemels teken de juiste persoon zal aanduiden. De heks Morgan Le Fay roept echter dat het allemaal bedrog is en Merlin alles al bepaald heeft.
De "rode aartsbisschop" wijst op de legendarische tekst in de steen: "Wie dit zwaard uit deze steen weet te trekken met zijn hand, is de nieuwe rechtmatige koning van dit land". Vervolgens proberen enkele  ridders dat, maar falen; ook de zoon van Morgan. Het verbaast haar dan ook niet dat het niemand lukt. Merlin kijkt rustig toe. Als al degenen die het mochten proberen gefaald hebben, roept de aartsbisschop op om alle ridders in het land te verwittigen dat zij een poging kunnen doen.  Merlin beveelt twee ridders de wacht te houden, voor het geval er nog iemand komt.
Al snel komt er inderdaad iemand; iemand die lange tijd afwezig was, en niets weet van het gebeurde en de legende. Het is Arthur, die zijn vader, Sir Ector, een van de twee ridders, omhelst. Ze zijn blij elkaar weer te zien. Maar Arthur is zijn zwaard vergeten. Zijn broer wil het wel gaan halen, maar dan ziet Arthur het zwaard in de steen. Zijn broer en de twee ridders waarschuwen hem nog om niet zo brutaal te zijn, maar Arthur luistert niet en trekt zonder moeite Excalibur uit de steen. Iedereen is stomverbaasd.
Arthur beseft nog niet wat hij eigenlijk gedaan heeft. Als zijn vader hem daarop tot koning uitroept, is hij dan ook verbijsterd. En daar blijft het niet bij, want zijn "vader" vertelt hem óók nog dat hij zijn vader niét ìs. Merlin zal dat wel uitleggen. Arthur moet even bijkomen van al dat nieuws, en bezingt Excalibur. Daarna neemt Merlin hem en Excalibur mee voor een eerste extatische plechtigheid.
De twee ridders verklaren daar plechtig dat Arthur op rechtmatige wijze Excalibur verkreeg. Er ontstaat onrust omdat men nu weet dat Sir Ector niet de echte vader van Arthur is. Daarop komt Merlin tussenbeide en vertelt hoe hij Arthur als baby bij Sir Ector in veiligheid bracht, uit angst voor Morgan, omdat de moeder van Arthur stervende was. Voor Merlin is daarmee de "voorspelling" uitgekomen, en de kroning begint. Morgan Le Fay protesteert opnieuw, vindt het nog steeds bedrog en roept dat ze een bastaard gaan kronen. Ze wordt weer genegeerd, en met de extatische kroningsplechtigheid van King Arthur wordt de 1e akte afgesloten.

### Akte 2
Het is nu een tijd na de kroning, en na een mislukte coup-poging door Morgan Le Fay. Morgan en haar zoon en Sir Pellinore zijn gevangen genomen. Arthur vraagt haar waarom zij -hij is haar halfbroer- zich zo verzet tegen zijn koningschap. Merlin en de ridders verwachten executies. Merlin "beveelt" om ze nóóit te vergeven, maar Arthur negeert hem. Hij vergeeft en laat ze vrij.  Dat zet ook kwaad bloed bij de ridders die voor Arthur gevochten hebben.
Arthur is verliefd geworden op Guinevere. Maar dat vindt Merlin ook al niet goed; hij vertrouwt Guinevere niet, en tracht de relatie te verbreken.
Morgan denkt dat Guinevere haar kan wreken als ze eenmaal koningin is, door het koninkrijk van Arthur te verwoesten. Ondertussen beramen Morgan en Nivian een plan om de toverkracht van Merlin te breken. Daarvoor willen ze Merlin naar de goudmijnen lokken.

### Akte 3
Merlin concludeert dat het zinloos was voor hem om Arthur op de troon te zetten.(het was dus inderdaad doorgestoken kaart) Arthur doet niet wat Merlin wil. Hij besluit dat hij vermaakt wil worden, en de goudmijnen wil plunderen.
Aan het "einde" van de akte lukt het Nivian met hulp van Morgan om de "grote toverstaf" onder controle te krijgen, en daarmee verliest Merlin de controle. De nimfen kunnen ontsnappen, Morgan triomfeert, en Merlin blijft in verwarring achter. Een echt einde is er niet, omdat het zou doorgaan in deel 2, Lancelot. Het blijft dus onbekend hoe het verder gaat met o.a. Arthur en Guinevere, maar zij is wel met een ander te zien in het laatste beeld.

### Trivia
Er zijn onlogische elementen in de legende en het verhaal. 
Want waarom moeten er schatten, goud, of -in andere versie- water gehaald worden door hulp/nimf/dwerg, terwijl Merlin een tovenaar is? Dan tover je dat toch gewoon tevoorschijn? Waar hij dat goud voor nodig heeft is ook niet duidelijk. En waarom betovert hij Arthur niet om hem zo als marionet te gebruiken? Arthur is niet onder invloed en gehoorzaamt Merlin daarom niet. Merlin zou de hele geschiedenis naar zijn hand kunt zetten, en zelfs koning kunnen worden door middel van magie, maar doet dat niet. En hoe de nimfen door Merlin  worden vastgehouden is ook niet duidelijk. Merlin en Nivian lijken een soort haat-liefdeverhouding te hebben. Daar de legende in de loop der eeuwen heel veel versies heeft gekregen is het echter niet verwonderlijk dat niet alles logisch is. En er is (nog) geen bewijs voor wat de waarheid is.